# Świecki Instytut Służebnic Bożego Miłosierdzia
Anczelle Bożego Miłosierdzia – świecki instytut założony (jako Towarzystwo) we Włoszech przez ks. Domenica Labellartego za radą św. Pio z Pietrelciny w 1950. Celem instytutu jest wywyższanie życia kapłańskiego hierarchicznego i powszechnego.
Hasłem Instytutu jest: Ecce - Fiat - Magnificat - Adveniat.
Członkinie Anczelle pracują jako katechetki i kancelistki, w hospicjach i w poradniach życia rodzinnego, biorą udział w działalności misyjnej w parafiach i krajach misyjnych.

## Historia
- 1950 - data powstania
- 1967 - zatwierdzenie diecezjalne
- 1972 - aprobata papieska
- od 1990 - działalność w Polsce
- 1999 - uzyskanie osobowości prawnej